# 蒙特內哥羅總督轄區
蒙特內哥羅總督轄區（義大利語：Governatorato del Montenegro）是義大利入侵蒙特內哥羅後成立的傀儡政府。起初在1941年7月12日建立一個獨立的保護國，是為蒙特內哥羅王國，又稱蒙特內哥羅保護國。1941年7月13日，蒙特內哥羅爆發反義大利起義，義大利政府隨即於7月24日廢止了蒙特內哥羅王國的獨立。並於同年10月3日成立義屬蒙特內哥羅總督轄區，進入法西斯軍政府時期。1943年義大利投降，德國接管義大利於巴爾幹半島上的所有領土。1944年德國撤離蒙特內哥羅，蒙特內哥羅反法西斯民族解放大會接管蒙特內哥羅，成立蒙特內哥羅社會主義共和國，1945年德國投降，蒙特內哥羅加入民主聯邦南斯拉夫。

## 背景
1941年4月,德國領導的軸心國入侵南斯拉夫，澤塔河省遭到來自波斯尼亞和黑塞哥維那的德軍和來自阿爾巴尼亞的義軍襲擊。義軍於4月16日在前往達爾馬提亞的途中通過並佔領澤塔河省。後來德軍撤退，留下義軍佔領該地區。佔領軍最初由第18步兵師“墨西拿”所組成，該師隸屬於義大利第十七軍團第9集團軍，總部設在阿爾巴尼亞。第9軍也負責科索沃和已併入阿爾巴尼亞的西馬其頓的這些地區。

## 君主立憲時期
1941年7月12日至1941年7月24日期間為君主立憲時期，僅獨立12天即被廢止，其正式名稱為蒙特內哥羅王國，或稱蒙特內哥羅保護國。

### 成立
1941年4月18日，義軍攻佔蒙特內哥羅後，於該年7月12日宣布成立蒙特內哥羅王國，並承認其主權的合法地位。

### 經過
1941年4月28日，塞拉菲諾·馬佐里尼伯爵被任命為黑山民事總督，但隸屬於駐阿爾巴尼亞的義大利武裝部隊最高司令部。在義大利佔領區的其他地方，文職總督的任命通常是兼併領土的前奏，義大利人頒布的一些法律表明蒙特內哥羅即將成為義大利的一個省。義大利國旗開始在蒙特內哥羅升起，墨索里尼和義大利國王的照片懸掛在公共辦公室，法西斯的羅馬式敬禮成為強制性規定。此外還安排成立法西斯組織，並實施嚴格的審查制度。義大利官僚的任務是監督公共機構、保險公司和銀行的財務，所有學校都被勒令關閉，直到 1941 年底。

### 廢止
蒙特內哥羅在義軍佔領後，雖然獲得了短暫的獨立，但實際上還是義大利控制下扶植的傀儡國，因此在建國後，爆發了反義大利起義，最終被義大利政府鎮壓，並宣布取消蒙特內哥羅王國的獨立。

## 軍政府時期

### 義屬軍政府時期
由於起義，義大利決定取消馬佐里尼的高級專員職位。1941年10月 3日，蒙特內哥羅王國更名為蒙特內哥羅總督府，比羅利被任命為總督，開啟了軍政府時代，負責軍事和民政事務。12月 1日，第十四軍被重新指定為蒙特內哥羅部隊司令部。
1942年11月30日至12月 2日，來自蒙特內哥羅的切特尼克和桑扎克在比耶洛波列附近的沙霍維奇舉行的一次會議。三名 切特尼克指揮官扎哈里耶·奧斯托季奇、喬爾杰·拉希奇和帕夫勒·久里希奇代表德拉查·米哈伊洛維奇，參與會議。會議由久里希奇主導，其決議表達了極端主義的反對與不容忍，以及一項議程，其重點是恢復南斯拉夫在切特尼克獨裁統治初期實施的戰前現狀。它還對南斯拉夫鄰國的部分領土提出了要求。

### 德佔軍政府時期
1943年 9月 3日，義大利與盟軍達成停戰協議，留下17個師滯留在南斯拉夫。所有師長都拒絕加入德軍。兩個完整的義大利步兵師單位加入了蒙特內哥羅游擊隊，而另一個則加入了阿爾巴尼亞游擊隊。其他部隊向德國投降，投降的義軍在德國面臨監禁或處決。其他人向克羅埃西亞游擊隊投降，上交了武器、彈藥和裝備，或者步行通過的里雅斯特或乘船穿越亞得里亞海到達義大利。前義大利蒙特內哥羅軍政府的領土被納粹德國接管。結束了義屬軍政府時期，進入德佔軍政府時期。

## 行政

### 行政區劃

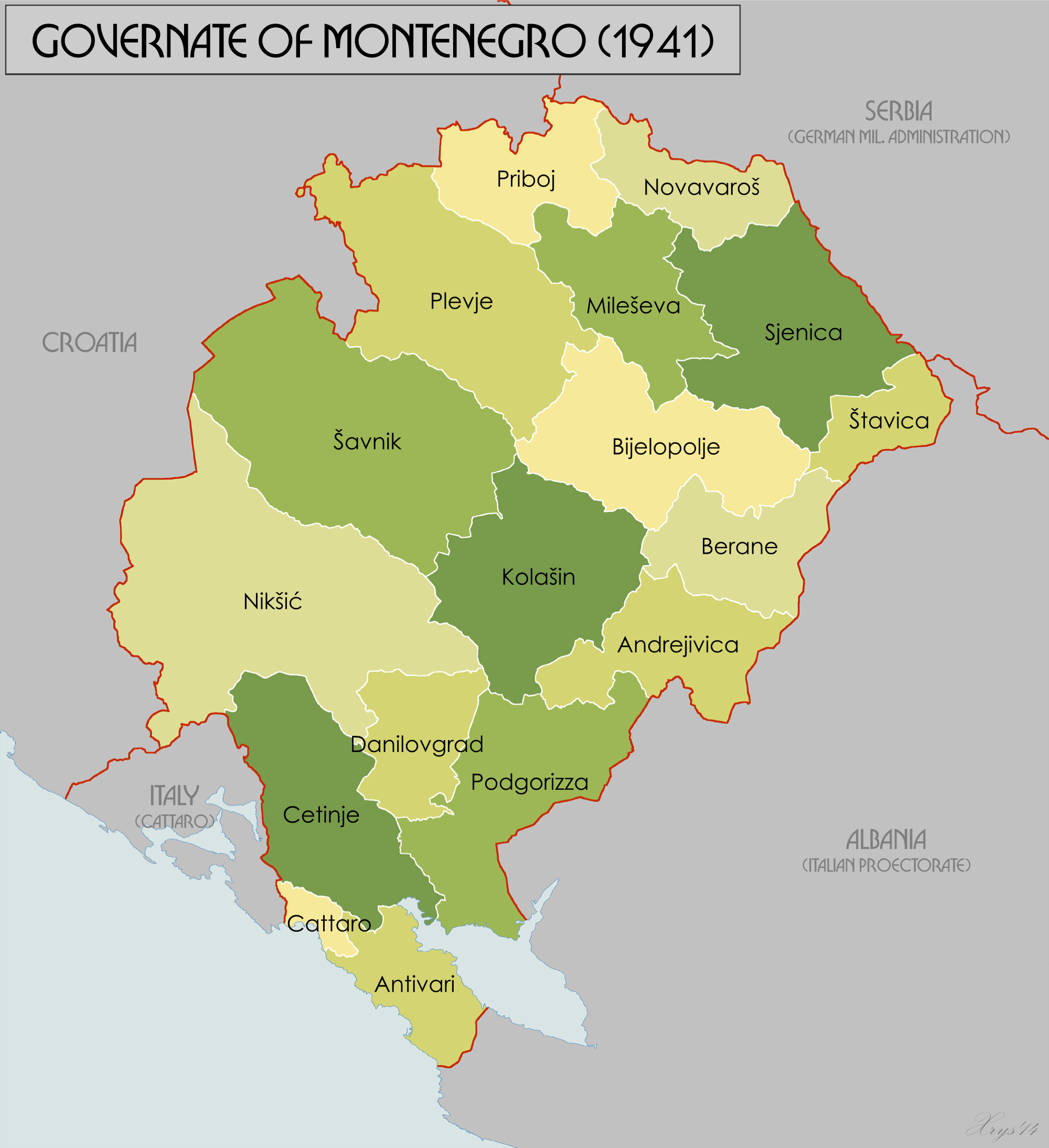
蒙特內哥羅行政地圖（1941 年）

- 巴爾（英文：Antivari (Bar)）
- 安德里耶維察（英文：Andrijevica）
- 達尼洛夫格勒（英文：Danilovgrad）
- 科拉欣（英文：Kolašin）
- 普里耶波列（英文：Mileševa）
- 尼克希奇（英文：Nikšić）
- 新瓦羅什（英文：Novavaroš）
- 普列夫利亞（英文：Plevje (Pljevja)）
- 波德戈里察（英文：Podgorizza (Podgorica)）
- 貝拉內（英文：Berane）
- 比耶洛波列（英文：Bijelopolje）
- 卡塔羅（英文：Cattaro (Kotor)）
- 採蒂涅（英文：Cetinje）
- 普里博伊（英文：Priboj）
- 沙夫尼克（英文：Šavnik）
- 謝尼察（英文：Sjenica）
- 斯塔維察（英文：Štavica）

### 歷任總督
| 肖像 | 姓名 原名 (生–卒)                                                                     | 任期                        | 备注                                                | 参考  |
| ---- | ------------------------------------------------------------------------------------- | --------------------------- | --------------------------------------------------- | ----- |
|      | 塞拉菲諾·馬佐里尼伯爵 Serafino Mazzolini (1890年6月9日-1945年2月23日)                 | 1941年4月28日–1941年7月23日 | 作為高級民事總督出任                                | [ 1 ] |
|      | 亞歷山德羅·皮爾齊奧·比羅利將軍 Alessandro Pirzio Biroli (1877年7月23日–1962年5月20日) | 1941年7月23日—1943年7月13日 | 第一個正式總督                                      | [ 2 ] |
|      | 庫里奧·巴爾巴塞蒂·普倫將軍 Curio Barbasetti di Prun (1885年3月12日–1953年12月4日)     | 1943年7月13日–1943年9月10日 | 1943年7月9日被任命為總督，接替皮爾齊奧·比羅利將軍。 | [ 3 ] |